# Мефистофель

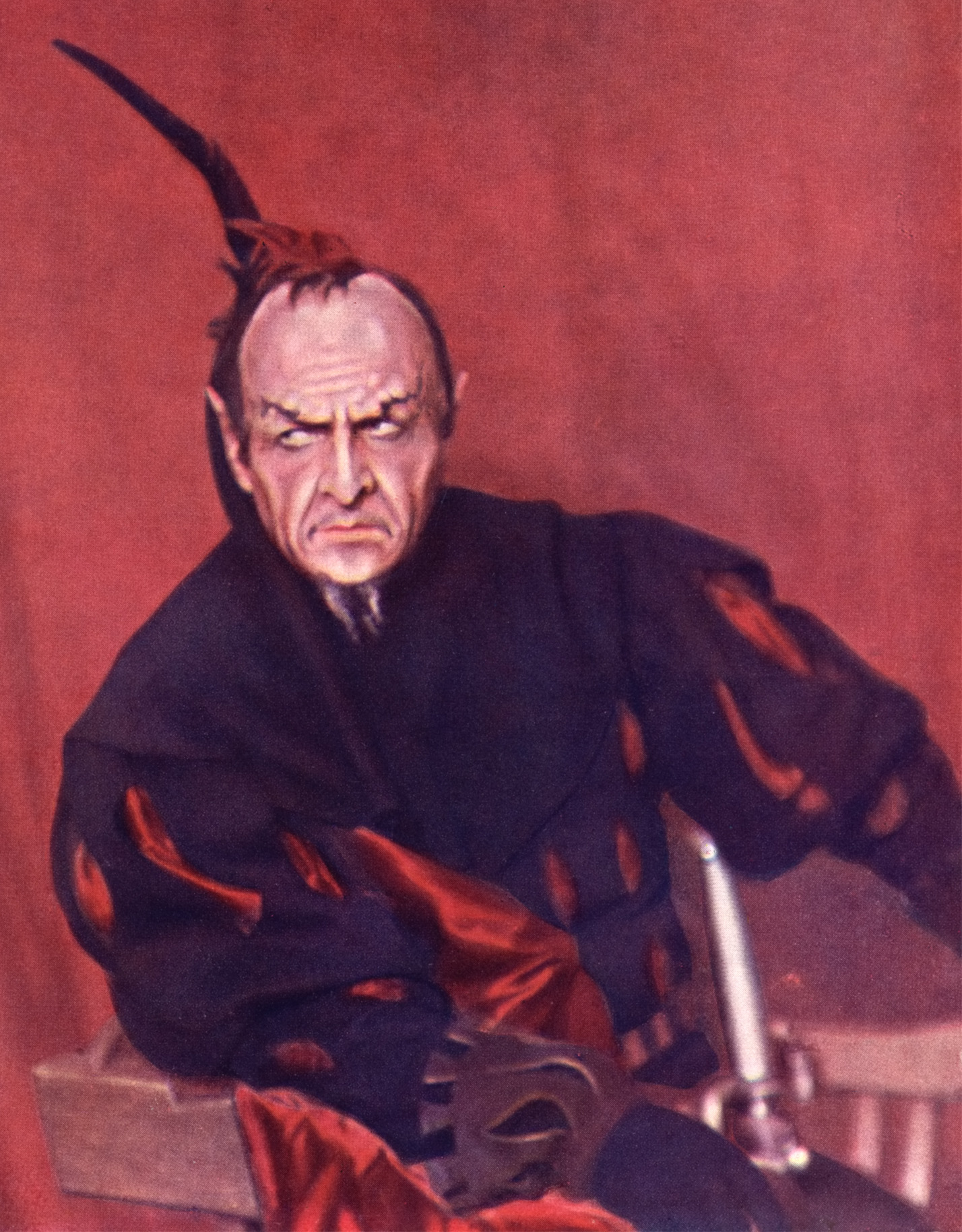
Фёдор Шаляпин в роли Мефистофеля. Цветная фотография С. М. Прокудина-Горского (1915)

Мефисто́фель (нем. Mephistopheles; Мефи́сто, нем. Mephisto) — образ духа зла в мифологии эпохи Возрождения Северной Европы. В 1587 году становится известен как литературный персонаж немецкой народной книги «Повесть о докторе Фаусте…», приобретает широкую известность благодаря философской драме «Фауст» И. В. Гёте (часть первая — 1806, вторая — 1831).
Прилагательные «мефистофелевский» и «мефистофельский» означают — язвительный, злобно-насмешливый. Встречаются в выражениях «мефистофелевский хохот», «мефистофелевская улыбка».

## Имя
Известно несколько вариантов написания имени: Mephistopheles, Mephostophilis, Mephistopheies, Mephistophilus, Mephistos.
Имя Мефистофель, возможно, древнеевр. происхождения от мефиц (מֵפִיץ, mêp̄îṣ) — рассеивать, разбрасывать, — и тофель (ט֫פֶל שֶׁ֫קֶר, tōp̄el šeqer) — искусный лжец. В Библии оно не фигурирует. Появилось, скорее всего, в эпоху Ренессанса, с этого времени используется как альтернатива пугающим словам «сатана», «дьявол» или «Люцифер». Согласно другой версии, имя происходит от греческих μή (mḗ, отрицание), φῶς (phō̃s, свет) и φιλις («philis», любящий), то есть не любящий свет.

## Внешность
Облик Мефистофеля обладает достаточно ярко выраженными чертами, благодаря чему даже используются выражения «мефистофелевская внешность», «мефистофелевский профиль», «мефистофелевская бородка», проч.
Это резкие угловатые черты, острый нос, скулы, бородка-эспаньолка.
В связи с большим количеством популярных оперных постановок на тему Фауста в XIX веке, исполнителей ролей Мефистофеля, в которых гримировались примерно одинаково, этот внешний облик оказался достаточно «на слуху».

В лице Сэмюэла Спейда было что-то мефистофелевское: длинный костлявый заостренный подбородок, постоянно поднятые уголки губ, глубокий треугольный вырез ноздрей, брови вразлет над двумя складками, из которых торчал крючковатый нос, да клинышек коротких светло-русых волос между большими залысинами. Обычными, а не раскосыми, как следовало ожидать, были только его карие глаза. (Дэшил Хаммет. «Мальтийский сокол»)

Весьма запоминающимся было исполнение Шаляпина. Продавались фотооткрытки с изображениями певцов.
Именно оперная подача внешности дьявола отчасти оказала влияние на Булгакова при создании облика Воланда в «Мастере и Маргарите».
Карнавальный костюм Мефистофеля — алое трико, плащ и остроухая шапочка.

## В музыке
- В рок-опере Beethoven's Last Night проекта Trans-Siberian Orchestra Мефистофель предстаёт в классическом, зловещем образе дьявола-обманщика и по сюжету пытается завладеть душой Людвига ван Бетховена и всей его музыкой. Партию Мефистофеля в рок-опере исполнил экс-вокалист американской рок-группы Savatage Джон Олива.
- Мефистофель — один из основных персонажей альбомов The Scarecrow, The Wicked Symphony и Angel of Babylon проекта Avantasia. Здесь он выступает в роли циничного демона-искусителя, с которым заключает сделку главный герой-композитор. Партию Мефистофеля на всех трёх альбомах исполнил норвежский вокалист Йорн Ланде.
- На альбомах Epica и The Black Halo американской пауэр-метал-группы Kamelot, сюжет которых был во многом основан на Фаусте, среди действующих лиц фигурирует демон Мефисто. Его партию исполнили вокалист Kamelot Рой Хан (на Epica) и вокалист симфоник-блэк-метал-группы Dimmu Borgir Шаграт (на The Black Halo).

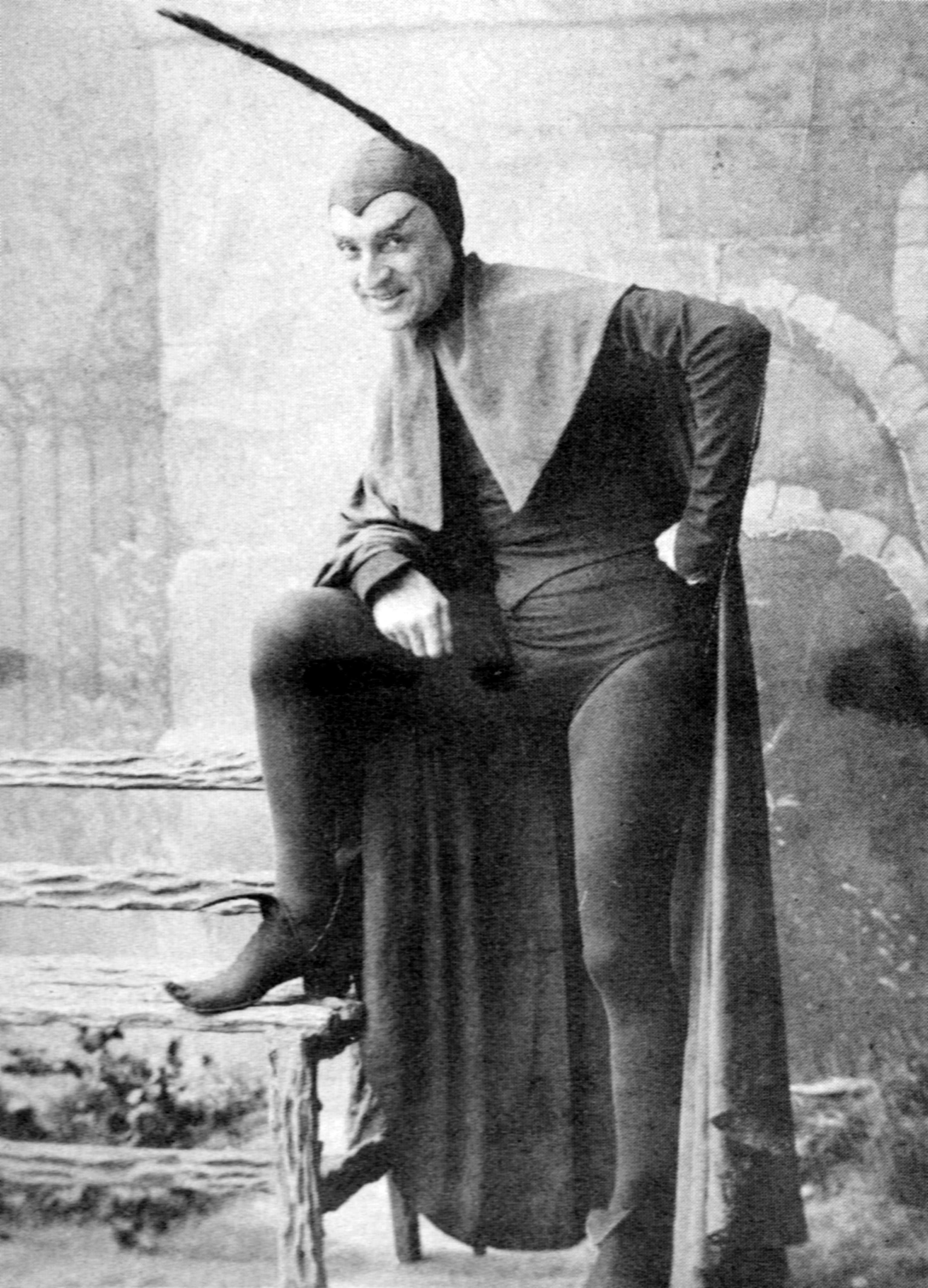
Американский певец конца XIX века В. Моррис в роли Мефистофеля

- Ференц Лист — «Мефисто-вальс».

### Опера
Более подробный список музыкальных произведений см.: Фауст, Иоганн
В операх партию Мефистофеля, как правило, исполнял низкий мужской голос (бас, баритон). Выражение «мефистофелевский хохот» или «мефистофелевский смешок» образовалось именно благодаря этому — артистическое акцентированное, оперное исполнение заставляли запомнить этот сатанинский смех.
Самая известная ария Мефистофеля — куплеты «Сатана там правит бал/ Люди гибнут за металл» из оперы «Фауст» Шарля Гуно («Le veau d’or est toujours debout»).
- Людвиг Шпор: Фауст (Faust) (Опера, 1818)
- Гектор Берлиоз: Осуждение Фауста (La Damnation de Faust) (Оратория, 1845-46)
- Роберт Шуман: Сцены из «Фауста» Гёте (Szenen aus Goethe’s Faust) для голоса, хора и оркестра, 1844—1853
- Шарль Гуно: Фауст (Faust) (Опера, 1859)
- Арриго Бойто: Мефистофель (Mefistofele) (Опера, 1868)
- Ферруччо Бузони: Доктор Фауст (Doktor Faust) (Опера, 1916-25)
- Сергей Прокофьев: Огненный ангел (Опера, 1927-55)
- Альфред Шнитке: История доктора Иоганна Фауста (Кантата, 1983)

## В литературе
Фольклор и художественная литература разных стран и народов нередко использовали мотив заключения союза между демоном — духом зла и человеком. Иногда поэтов привлекала история «падения», «изгнания из рая» библейского сатаны, иногда — его бунт против Бога (Дж. Мильтон, Дж. Г. Байрон, М. Ю. Лермонтов). Бытовали и фарсы, близкие фольклорным источникам, дьяволу в них отводилось место озорника, весёлого обманщика, часто попадавшего впросак. Именно в такой роли Мефистофель выступает чаще. В философской трагедии И. В. Гёте, переосмыслившего мотивы немецкой народной легенды, Мефистофель — компаньон Фауста. К образу Мефистофеля обращался А. С. Пушкин.
Мефистофель — чёрт у Ф. М. Достоевского («Братья Карамазовы») и Томаса Манна («Доктор Фаустус») — воплощение морального нигилизма. Мефистофель — Воланд и его свита М. Булгакова («Мастер и Маргарита») — гротескные духи зла, обличители, наказывающие пороки.

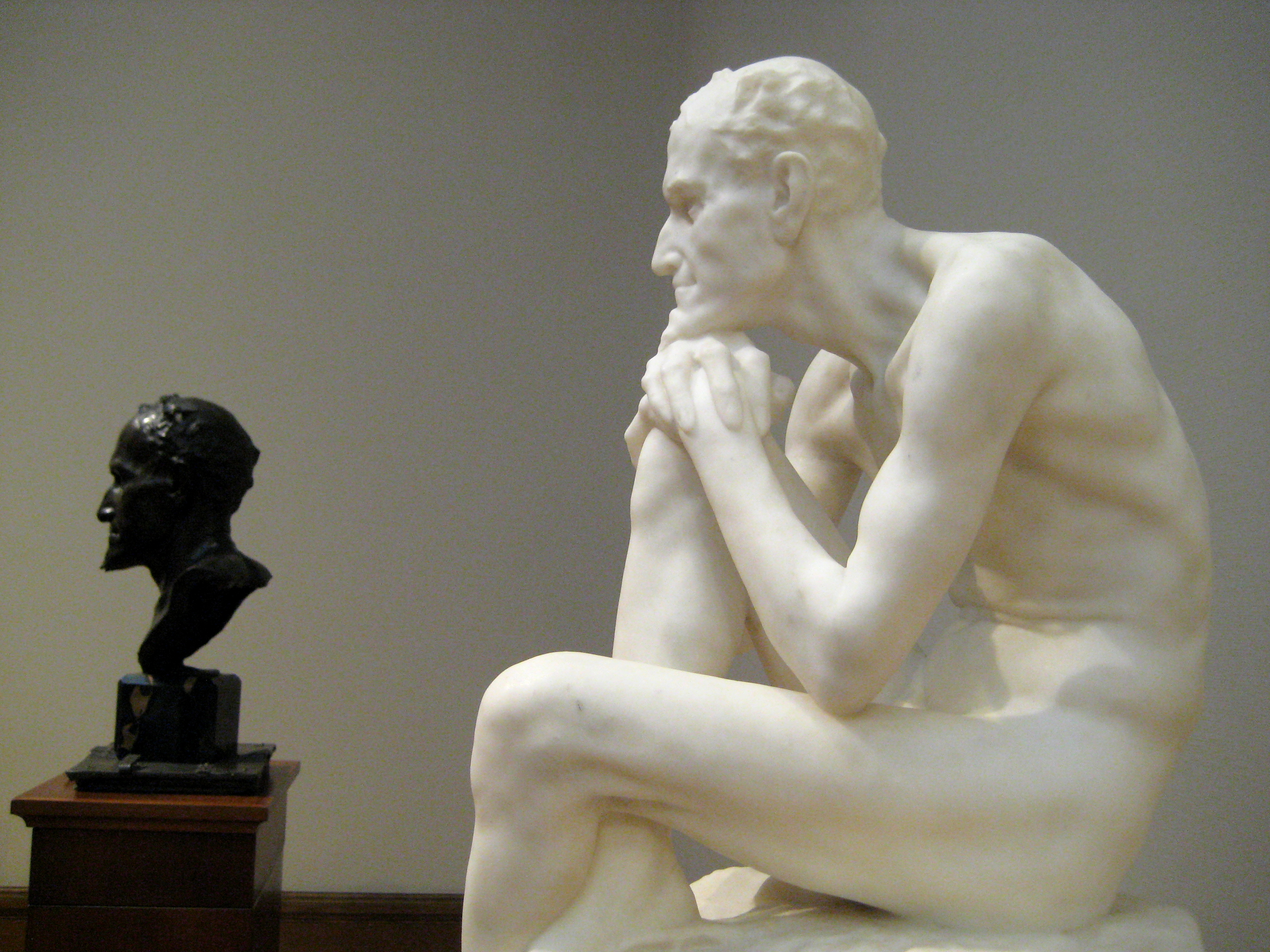
«Мефистофель». Скульптура Марка Антокольского

Подробнее см.: Фауст, Иоганн

### Произведения
- «Трагическая история жизни и смерти доктора Фауста», пьеса Кристофера Марло, около 1588—89 годов;
- Легенда о докторе Фаусте. Изд. подготовил В. М. Жирмунский, М. — Л., 1958;
- Лакшин В., Роман М. Булгакова «Мастер и Маргарита», «Новый мир», 1968, № 6;
- Milner М., Le diable dans la littérature française, t. 1-2, P., 1960;
- Kretzenbacher L., Teufelsbündner und Faustgestalten im Abendlande, Klagenfurt, 1968.

## В комиксах
Мефисто является культовым злодеем вселенной комиксов Marvel. Заклятый враг призрачного гонщика. Основан Стэном Ли и Джоном Бьюсема на Мефистофеле.

## В изобразительном искусстве

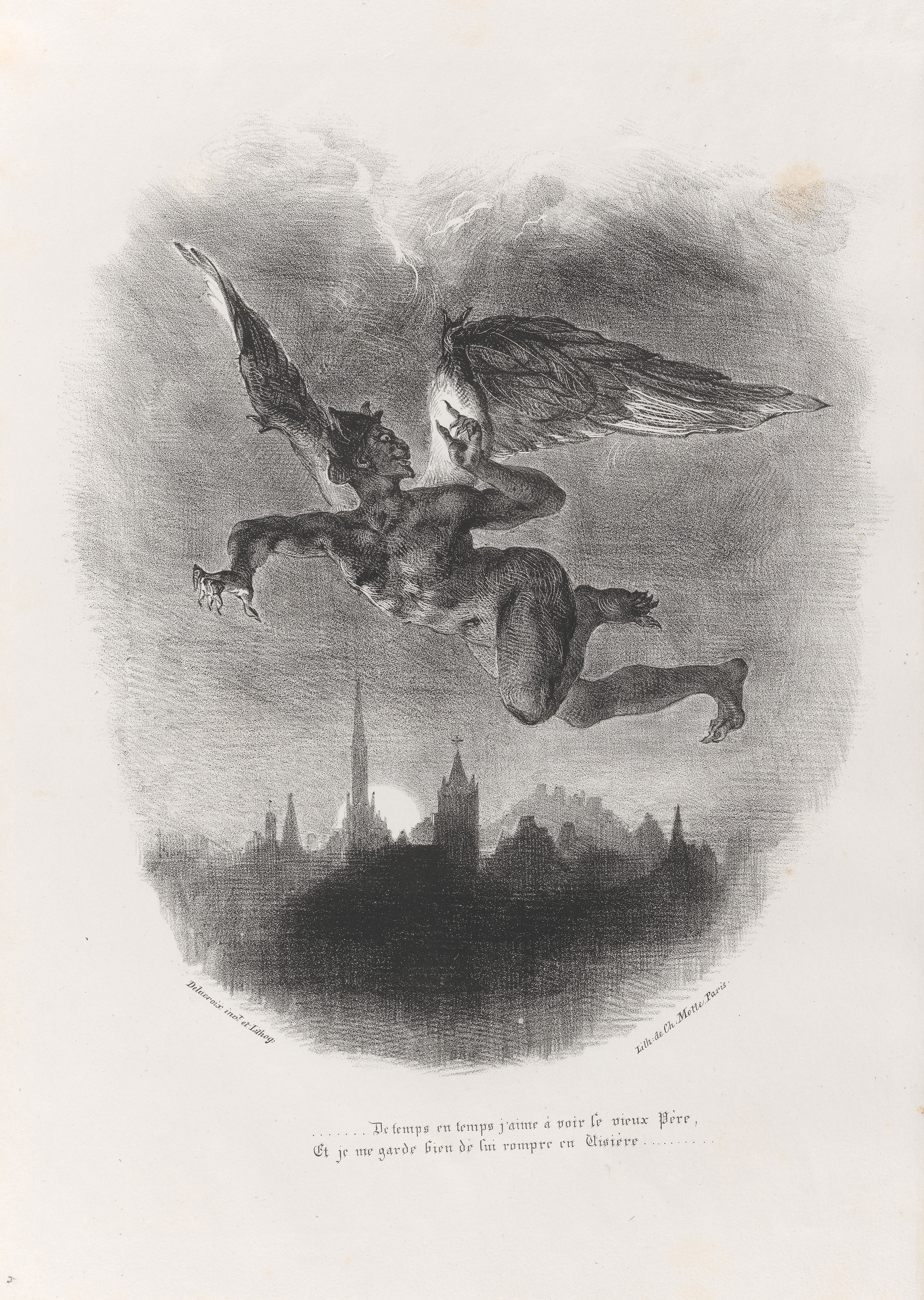
Зловещий Мефистофель пролетает над Виттенбергом в литографии Эжена Делакруа.

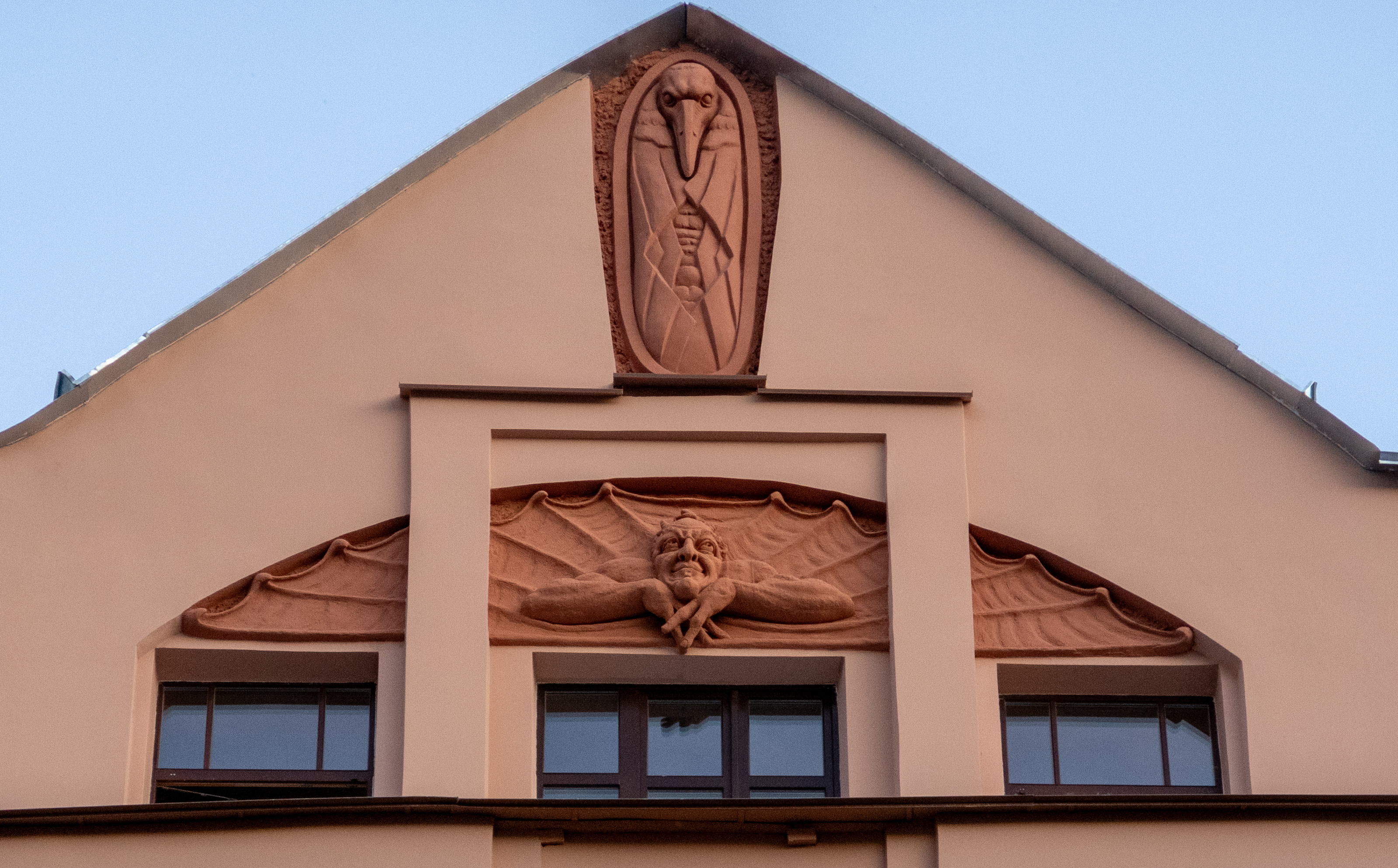
Горельеф Мефистофеля на фасаде дома Лишневского в Санкт-Петербурге (ул. Лахтинская, 24)

В Алмазном фонде России хранится золотой самородок «Мефистофель», названный так из-за уникального сходства с персонажем.
Образ Мефистофеля присутствует в творчестве таких художников, как Эжен Делакруа, Михаил Врубель и др.

### Скульптуры
Горельеф, изображающий демона Мефистофеля, находится на фасаде исторического дома Лишневского на Лахтинской улице в Санкт-Петербурге. 27 августа 2015 года был сбит с помощью кувалды неизвестным вандалом. Ответственность за акцию вандализма с уничтожением горельефа Мефистофеля взяла на себя организация «Казаки Петербурга». В 2023 году скульптура была воссоздана.

## В кино
- 1896 — Замок дьявола
- 1897 — Фауст и Маргарита / Faust et Marguerite — фильм Жоржа Мельеса
- 1897 — Кабинет Мефистофеля / Le Cabinet de Méphistophélès — фильм Жоржа Мельеса
- 1903 — Гибель Фауста / La damnation de Faust — фильм Жоржа Мельеса
- 1911 — Фауст — фильм Сесиля Хепуорта
- 1919 — Фауст (Россия)
- 1926 — Фауст — Эмиль Яннингс
- 1950 — Красота дьявола / La Beauté du diable — Жерар Филип и Мишель Симон
- 1967 — Доктор Фауст (фильм) / Doctor Faustus
- 1969 — Фауст (СССР) — Юрий Яковлев
- 1979 — Звёздный крейсер «Галактика» (1978) (реж. Дэниел Хэллер) — (сцен. Глен Ларсон) — (эп. 15-16 Граф Иблис / (Мефистофель)) — Патрик Макни
- 1979 — Маленькие трагедии (реж. Михаил Швейцер) — Николай Кочегаров (озвучивает Игорь Ясулович)
- 1979 — Дым коромыслом, м/ф (СССР) — озвучивает Всеволод Ларионов
- 1981 — Мефисто (реж. Иштван Сабо) — Клаус Мария Брандауэр — Хендрик Хёфген
- 1994 — Урок Фауста / Lekce Faust
- 2007 — Призрачный гонщик / Ghost Rider — Питер Фонда
- 2011 — Фауст (реж. Александр Сокуров) — Антон Адасинский
- 2011 — аниме Blue Exorcist/Синий экзорцист (реж. Тэнсай Окамура)-Мефисто
- 2012 — Призрачный гонщик 2 / Ghost Rider: Spirit of Vengeance — Киаран Хайндс

## Видеоигры
Мефистофель (он же Мефисто) появляется в игре Diablo II как один из главных антагонистов наравне с Диабло и Баалом.